# Benedikt Stienen
Benedikt Stienen (* 12. Januar 1992 in Brilon) ist ein ehemaliger deutscher Diskuswerfer.

## Sportliche Karriere
Benedikt Stienen gehörte von 2010 bis 2016 durchgehend dem Bundeskader des Deutschen Leichtathletik-Verbandes (DLV) an. Insgesamt kam er auf sieben internationale Einsätze für die deutsche Nationalmannschaft. Ab 2014 startete er für den TSV Bayer 04 Leverkusen. Zuvor war er für seinen Heimatverein, das LAC Veltins Hochsauerland aktiv. Mit 63,52 m hält Benedikt Stienen seit 2011 den Westfalenrekord in der Altersklasse U20. Den größten sportlichen Erfolg stellt der Gewinn einer Einzelmedaille bei Europameisterschaften mit der Bronzemedaille bei den Junioreneuropameisterschaften 2011 in Tallinn (Estland) dar. 
Leistungsentwicklung
| Jahr | Leistung          |
| ---- | ----------------- |
| 2006 | 54,19 m (1 kg)    |
| 2007 | 58,65 m (1 kg)    |
| 2008 | 53,11 m (1,5 kg)  |
| 2009 | 58,42 m (1,5 kg)  |
| 2010 | 57,36 m (1,75 kg) |
| 2011 | 63,52 m (1,75 kg) |
| 2012 | 58,32 m           |
| 2013 | 59,44 m           |
| 2014 | 58,16 m           |
| 2015 | 59,09 m           |
| 2016 | 60,32 m           |
| 2017 | 60,84 m           |
| 2018 | 58,23 m           |

## Erfolge
National
- 2011: Deutscher Meister (U20)
- 2012: Deutscher Hochschulmeister
- 2012: 6. Platz Deutsche Meisterschaften
- 2014: Deutscher Meister (U23)
- 2014: 8. Platz Deutsche Meisterschaften
- 2015: Deutscher Hochschulmeister
- 2015: 6. Platz Deutsche Meisterschaften
- 2016: Deutscher Hochschulmeister
- 2016: 8. Platz Deutsche Meisterschaften
- 2017: 8. Platz Deutsche Meisterschaften

International
- 2009: 15. Platz U18-Weltmeisterschaften
- 2011: 3. Platz U20-Europameisterschaften
- 2013: 9. Platz U23-Europameisterschaften